# NGC 252

NGC 252

NGC 252 هي مجرة تتبع كوكبة المرأة المسلسلة. اكتشفها ويليام هيرشل في 26 أكتوبر 1786.

## روابط خارجية
- NGC 252 على موقع ويكي سكاي: DSS2, SDSS, GALEX, IRAS, Hydrogen α, X-Ray, Astrophoto, Sky Map, Articles and images